# Tierra Negra, San José Chiltepec
Tierra Negra är en ort i Mexiko.   Den ligger i kommunen San José Chiltepec och delstaten Oaxaca, i den sydöstra delen av landet, 400 km sydost om huvudstaden Mexico City. Tierra Negra ligger 75 meter över havet och antalet invånare är 189.
Terrängen runt Tierra Negra är kuperad åt sydväst, men åt nordost är den platt. Terrängen runt Tierra Negra sluttar norrut. Runt Tierra Negra är det ganska glesbefolkat, med 40 invånare per kvadratkilometer. Närmaste större samhälle är Tuxtepec, 15,6 km norr om Tierra Negra. Omgivningarna runt Tierra Negra är en mosaik av jordbruksmark och naturlig växtlighet.